# پیتر پشیگودا
پیتر پشیگودا (آلمانی: Peter Przygodda؛ ‏ ۲۶ اکتبر ۱۹۴۱ – ۲ اکتبر ۲۰۱۱) تدوین‌گر اهل آلمان بود.
از فیلم‌ها یا برنامه‌های تلویزیونی که وی در آن نقش داشته‌است، می‌توان به زن چپ‌دست، فیلمبرداری در پالرمو، اعتصاب، نیا در بزن، خالکوبی، پالمتتو، پایان خشونت، شیطان، فراسوی ابرها، ترانس‌آتلانتیس، خیلی دور، خیلی نزدیک، آخرین خروجی به بروکلین، زیر آسمان برلین، پاریس، تگزاس، کوه جادو، وضعیت اشیا، آذرخش بر آب، دوست آمریکایی، سلاطین جاده، آبروی از دست رفته کاترینا بلوم، حرکت اشتباه، آلیس در شهرها، داغ ننگ، ترس دروازه‌بان از پنالتی و تا پایان جهان اشاره کرد.
وی همچنین برندهٔ جوایزی همچون جایزه فیلم آلمان شده‌است.